# Henri Achille Fould
Pour les autres membres de la famille, voir Famille Fould.
Henri Achille Fould (8 avril 1919 - 21 janvier 1950), est un bobeur français.

## Biographie
Issu d'une famille de banquiers et hommes politiques, il est le fils de Jacques Fould, maire de Condé-sur-Sarthe et président des Salines de Maixe, et d'Yvonne Calley Saint-Paul de Sincay, et le petit-fils d'Achille Fould (1861-1926).

### Carrière
Il a remporté une médaille de bronze dans l'épreuve de bob à quatre aux  Championnats du monde FIBT de 1947 à Saint-Moritz.
Fould a également terminé au 11e rang dans l'épreuve à deux aux Jeux olympiques d'hiver de 1948 à Saint-Moritz.

## Palmarès

### Championnats monde
- : médaillé de bronze en bob à 4 aux championnats monde de 1947.

## Pour approfondir